# Спектроскопия в ближней инфракрасной области

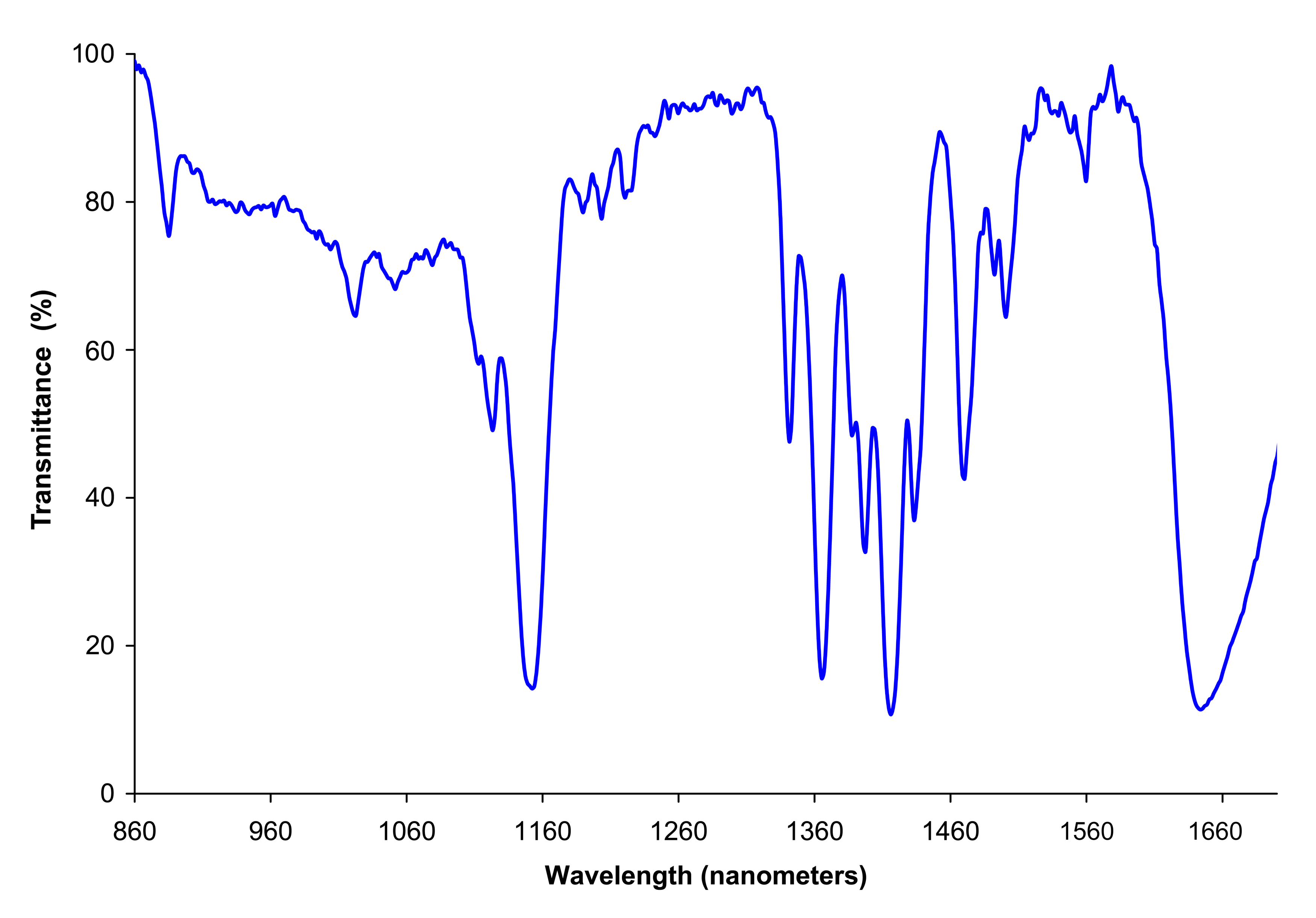
Спектр хлористого метилена в ближней ИК-области

Спектроскопия в ближней инфракрасной области (БИК-спектроскопия, англ. near-infrared spectroscopy, NIR) — раздел спектроскопии, изучающий взаимодействие ближнего инфракрасного излучения (от 780 до 2500 нм, или от 12 800 до 4000 см−1) с веществами. Область ближнего инфракрасного излучения располагается между видимым светом и средней инфракрасной областью.

## История

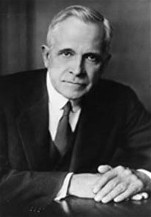
Уильям Кобленц

Инфракрасное излучение было открыто в 1800 году английским астрономом Уильямом Гершелем. Разложив видимый свет в спектр при помощи большой стеклянной призмы, он заметил, что нагревание термометра увеличивается от фиолетовой части спектра к красной, а максимальный эффект наблюдается уже за пределами видимого спектра. Дальнейший прогресс произошёл в 1880-х годах, когда Уильям Эбни и Эдвард Фестинг записали несколько спектров органических жидкостей в области от 1 до 1,2 мкм. Американский физик Уильям Кобленц сконструировал собственный спектрометр, использующий в качестве монохроматора призму из каменной соли. Несмотря на то, что прибор был очень чувствителен к внешним колебаниям, а на снятие одного спектра уходил целый день, Кобленц смог записать спектры нескольких сотен веществ в области длин волн от 1 до 15 мкм и даже заметил некоторые спектральные сходства у определённых классов соединений.
Между открытием и рутинным использованием инфракрасной спектроскопии прошло около полувека: лишь немногие учёные имели доступ к ИК-спектрометрам. К тому же их устройство было далёким от совершенного. Что касается спектроскопии в ближней инфракрасной области, то ей потребовалось ещё больше времени. Она начала применяться лишь примерно через 70 лет после открытия. К 1970 году в печати появилось лишь 70 статей, касающихся этой разновидности спектроскопии. В 1930-е годы в связи с приближением Второй мировой войны происходило изучение сульфида свинца как детектора тепла, и уже в 1950-е годы он появился на рынке как очень чувствительный детектор излучения в области от 1 до 2,5 мкм.
Исследование спектров в ближней ИК-области, по сравнению с инфракрасными спектрами, проводилось очень медленными темпами. Спектроскописты считали эту область слишком сложной для интерпретации. Кроме того, сигналы имели очень небольшую интенсивность (на 2-3 порядка ниже, чем сигналы в ИК-области), а базовую линию трудно было определить из-за большого числа сигналов. Однако метод имел и достоинства. Во-первых, это весьма чувствительный детектор из сульфида свинца и возможность использования вольфрамовых ламп накаливания в качестве источников излучения. Благодаря этим компонентам была возможность снимать спектры диффузного отражения. Во-вторых, можно было создать дешёвые спектрометры, поскольку источники, детекторы и оптика из обычного стекла были достаточно доступны.
В 1950-х годах появилась большая потребность в количественном определении воды, белков и жиров. Для этих целей сотрудники министерства сельского хозяйства США избрали БИК-спектроскопию и уже в 1970 годах разработали спектрометры и методики их калибровки для сельскохозяйственных нужд. В 1980-е годы спектрометры стали управляться компьютерами.

## Принцип метода

### Приближение гармонического осциллятора

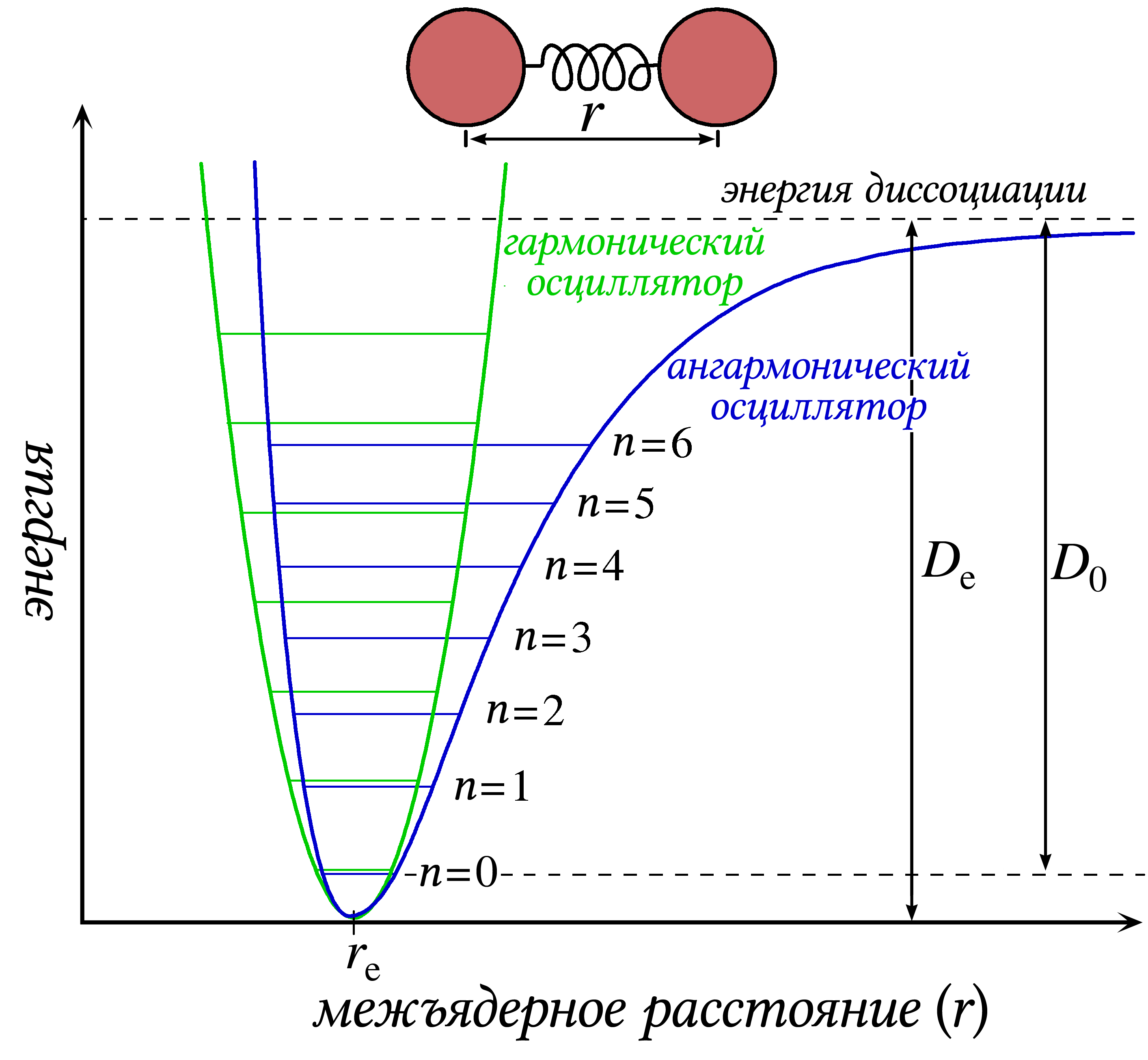
Потенциальные кривые для гармонического и ангармонического осцилляторов

Колебания двухатомной молекулы можно приближенно описать при помощи модели гармонического осциллятора. Согласно этой модели, двухатомная молекула рассматривается как две точечные массы m1 и m2, соединённые упругой невесомой пружиной с коэффициентом упругости (силовой постоянной) K. Потенциальная энергия V такой системы связана с отклонением масс q, возникающим в результате колебаний.
{\displaystyle V={\frac {1}{2}}Kq^{2}}

Вследствие этого, кривая потенциальной энергии имеет параболическую форму и симметрична относительно равновесной длины колеблющейся связи. Частота колебаний пружины также связана с силовой постоянной и приведённой массой μ.
{\displaystyle \nu _{0}={\frac {1}{2\pi }}{\sqrt {\frac {K}{\mu }}};\mu ={\frac {m_{1}m_{2}}{m_{1}+m_{2}}}}

Если частоту колебаний выражать в волновых числах, то это выражение примет следующий вид:
{\displaystyle {\tilde {\nu _{0}}}={\frac {1}{2\pi c}}{\sqrt {\frac {K}{\mu }}}.}

Квантовомеханическое решение уравнения Шрёдингера показывает, что энергия колебаний квантована, т. е. принимает определённые дискретные значения, согласно уравнению:
{\displaystyle E_{n}=h\nu _{0}\left(n+{\frac {1}{2}}\right),}

где h — постоянная Планка, а n — колебательное квантовое число, принимающее целые значения 0, 1, 2, 3... и т. д. Таким образом, колебательные уровни находятся на одинаковом расстоянии друг от друга. Согласно распределению Больцмана, большинство молекул при комнатной температуре занимает нулевой колебательный уровень. Поскольку в инфракрасной спектроскопии правилами отбора разрешены переходы только на соседний колебательный уровень, так что:
{\displaystyle \Delta n=\pm 1,}

в ИК-спектрах наблюдаются, в основном, лишь переходы с нулевого на первый колебательный уровень, так называемые фундаментальные переходы. Большинство из них попадает в область от 4000 до 200 см−1.

### Приближение ангармонического осциллятора
Модель гармонического осциллятора не вполне точно описывает колебания молекул, поскольку она не учитывает того, что между атомами при одной связи существуют силы отталкивания и что при сильном удлинении связи может произойти диссоциация. Согласно более точной модели ангармонического осциллятора, энергия колебательных уровней выражается следующим образом:
{\displaystyle E_{n}=h{\nu }_{0}\left(n+{\frac {1}{2}}\right)-{\chi }h{\nu }_{0}\left(n+{\frac {1}{2}}\right)^{2},}

где χ — постоянная ангармоничности. Таким образом, кривая потенциальной энергии приобретает несимметричную форму (кривая Морзе). Расстояние между уровнями больше не является одинаковым, и правило отбора, запрещающее переходы на дальние колебательные уровни не выполняется так строго. В связи с этим, к числу возможных фундаментальных колебаний молекулы, которое равно 3n–6(5), добавляются ранее запрещённые переходы — обертоны, соответствующие
{\displaystyle \Delta n=\pm 2,\pm 3,...}

Кроме обертонов, в инфракрасной спектроскопии могут также наблюдаться составные (комбинационные) полосы, которые представляют собой сумму либо разность фундаментальных колебаний. Именно эти два типа полос и проявляются в ближней инфракрасной области. Однако и обертоны, и составные полосы имеют гораздо меньшую интенсивность, чем фундаментальные полосы, а их наложение друг на друга усложняет интерпретацию БИК-спектров.

### Расчёт волновых чисел обертонов
Энергия фундаментального колебания или обертона, а также значение волнового числа, при котором они проявляются, могут быть вычислены следующим образом:
{\displaystyle G_{n}={\frac {E_{n}}{hc}}={\tilde {\nu }}_{0}\left(n+{\frac {1}{2}}\right)-{\chi }{\tilde {\nu }}_{0}\left(n+{\frac {1}{2}}\right)^{2};}
{\displaystyle {\tilde {\nu }}_{n}=G_{n}-G_{0}={\tilde {\nu }}_{0}n-\chi {\tilde {\nu }}_{0}n(n+1).}

Однако поскольку волновое число ṽ0 не может быть напрямую получено из спектральных данных, его необходимо выразить через волновое число ṽ1 и подставить в выражение для волнового числа обертона:
{\displaystyle {\tilde {\nu }}_{0}={\frac {{\tilde {\nu }}_{1}}{1-2\chi }};}
{\displaystyle {\tilde {\nu }}_{n}={\frac {{\tilde {\nu }}_{1}n-{\tilde {\nu }}_{1}\chi n(n+1)}{1-2\chi }}.}

Полученное выражение позволяет найти волновое число для любого обертона с n = 2, 3, 4..., исходя из волнового числа фундаментального колебания, а также константы ангармоничности χ. Также по нему можно рассчитать и константу χ, если известны, например, ṽ1 и ṽ2.

Интенсивности обертонов также связаны с ангармоничностью. Показано, что колебания с низкими константами ангармоничности дают обертоны с низкими интенсивностями. Напротив, валентные колебания Х–Н, обладающие высокой ангармоничностью, доминируют в спектрах ближней инфракрасной области.

### Сравнение со смежными методами
Спектроскопия в ближней инфракрасной области основана на использовании излучения в спектральной области от 12 800 до 4000 см−1. В эту область попадают, в основном, обертоны и составные полосы. Поскольку вероятность таких переходов сравнительно мала, интенсивность соответствующих полос понижается примерно на 1-2 порядка на каждый шаг от фундаментального колебания. То есть коэффициент экстинкции ε для обертона с Δn = 3 примерно в 100 раз ниже, чем для обертона с Δn = 2. Таким образом, при движении от ИК-области в сторону области видимого излучения интенсивность полос сильно уменьшается, поскольку ближе к области видимого излучения наблюдаются переходы с большими Δn, а вероятность таких переходов мала. В этом состоит существенное отличие БИК-спектроскопии от ИК-спектроскопии и КР-спектроскопии, где сигналы во всей спектральной области произвольно меняют интенсивность в зависимости от условий возбуждения каждого конкретного колебания.
В отличие от ИК- и КР-спектроскопии, БИК-спектроскопия требует наличия большой ангармоничности колебаний, поэтому в ближней инфракрасной области проявляются, в основном, колебания С–Н, N–H и O–H. Этому феномену способствует также то, что фундаментальные колебания этих групп проявляются при волновых числах выше 2000 см−1, поэтому их обертоны находятся уже в БИК-области. С другой стороны, наиболее распространённые и интенсивные колебания в ИК-спектрах проявляются при волновых числах ниже 2000 см−1, поэтому их первые обертоны находятся всё ещё за пределами ближней инфракрасной области. Поскольку же интенсивность второго и третьего обертонов резко падает, они практически не видны в спектрах. Например, интенсивное колебание группы C–F происходит при 1600 см−1, однако из-за низкой константы ангармоничности первый и второй обертон находятся при 2400 и 3600 см−1 и не попадают в БИК-область.
Наложение многих обертонов и составных сигналов в ближней инфракрасной области приводит к уменьшению структурной селективности БИК-спектров, в сравнении с ИК- или КР-спектрами, в которых фундаментальные колебания обычно чётко отделены друг от друга. Тем не менее, сигналы могут быть соотнесены с соответствующими колебаниями либо путём расчёта частоты обертонов, либо при помощи хемометрических методов.
Как и ИК-спектроскопия, БИК-спектроскопия подчиняется закону Бугера — Ламберта — Бера, то есть интенсивность пропускаемого света связана с концентрацией раствора и длиной оптического пути через кювету. Напротив, интенсивность излучения в КР-спектроскопии определяется лишь концентрацией определяемого вещества.
| Характеристики                | КР-спектроскопия                                                                      | ИК-спектроскопия                                                                       | БИК-спектроскопия                                                                 |
| ----------------------------- | ------------------------------------------------------------------------------------- | -------------------------------------------------------------------------------------- | --------------------------------------------------------------------------------- |
| тип спектроскопии             | спектроскопия рассеяния                                                               | спектроскопия поглощения                                                               | спектроскопия поглощения                                                          |
| переходы                      | Переходы в КР-спектроскопии                                                           | Переходы в ИК-спектроскопии                                                            | Переходы в БИК-спектроскопии                                                      |
| полосы                        | фундаментальные 4000—50 см−1                                                          | фундаментальные 4000—200 см−1                                                          | обертоны и комбинационные 12 500—4000 см−1                                        |
| излучение                     | монохроматическое                                                                     | полихроматическое                                                                      | полихроматическое                                                                 |
| правила отбора                | {\displaystyle {\frac {\partial \alpha }{\partial q}}\neq 0} изменение поляризуемости | {\displaystyle {\frac {\partial \mu }{\partial q}}\neq 0} изменение дипольного момента | {\displaystyle {\frac {\partial \mu }{\partial q}}\neq 0,anharm.} ангармоничность |
| наблюдаемые группы            | гомоядерные (например, C=C)                                                           | полярные (например, C=O)                                                               | группы CH, OH, NH                                                                 |
| структурная селективность     | высокая                                                                               | высокая                                                                                | низкая                                                                            |
| количественная характеристика | {\displaystyle I_{Raman}\sim C}                                                       | {\displaystyle \lg {\frac {I_{0}}{I}}=\varepsilon \cdot C\cdot l}                      | {\displaystyle \lg {\frac {I_{0}}{I}}=\varepsilon \cdot C\cdot l}                 |